# Länsväg Z 674
Länsväg Z 674 går från Glösa i Alsens socken till Lungret i Offerdals socken, Krokoms kommun, Jämtland. Länsväg Z 674 ansluter till länsväg Z 666 vid Glösa och länsväg Z 675 vid Lungret.    